# Pensamiento único
El concepto de «pensamiento único» fue descrito por primera vez por el filósofo alemán Arthur Schopenhauer, en 1819, como aquel pensamiento que se sostiene a sí mismo, de modo que constituye una unidad lógica independiente —por más amplio y complejo que sea—  sin tener que hacer referencia a otras componentes de un sistema de pensamiento. En 1964, el filósofo Herbert Marcuse, freudomarxista y miembro de la corriente crítica conocida como «escuela de Frankfurt», describió un concepto similar que denominó «pensamiento unidimensional» (one-dimensional thinking), en el contexto de la crítica de la ideología de la sociedad tecnológica avanzada. Para Marcuse, este tipo de pensamiento resulta del «cierre del universo del discurso» que imponen la clase política dominante y los medios suministradores de información de masas:

Su universo del discurso está poblado de hipótesis que se autovalidan y que, repetidas incesante y monopolísticamente, se tornan en definiciones hipnóticas o dictados.

Con un significado similar al de Marcuse, pero volviendo al adjetivo de original de «único», el concepto lo reintrodujo en la última década el periodista español Ignacio Ramonet, quien lo define partiendo de una idea de izquierda anticapitalista:

¿Qué es el pensamiento único? La traducción a términos ideológicos de pretensión universal de los intereses de un conjunto de fuerzas económicas, en especial las del capital internacional.

Su uso se ha extendido posteriormente como fórmula retórica para descalificar las ideas del oponente ideológico, con independencia de su orientación; sugiere que el así tachado es «cerrado de espíritu», frente a la «apertura» de quien aplica el calificativo.

## Origen y evolución del concepto

### El término en la obra de Schopenhauer
El primero en definir el «pensamiento único» como unidad conceptual fue el filósofo alemán Arthur Schopenhauer, en su obra cumbre y una de las principales del romaticismo alemán: El mundo como voluntad y representación (Die Welt als Wille und Vorstellung). En el sentido que él dio al término, «único» denota más bien 'unidad' o 'integración'. Partiendo de la Crítica de la razón pura, de Immanuel Kant, Schopenhauer concluyó que nuestras representaciones de la diversidad del mundo son la expresión de una unidad, que él englobó en el concepto de «voluntad». Un pensamiento único es, en el sistema de Schopenhauer, aquel que se sustenta a sí mismo, que se hace integral en la voluntad:

Un sistema de pensamientos debe tener siempre una trabazón arquitectónica, de suerte que una parte soporte a la otra, mas no a la inversa; el fundamento soporta al resto sin ser soportado por él, y la cima es soportada sin que ella soporte ya nada más. En cambio, un pensamiento único, por amplio que sea, debe conservar la más perfecta unidad. Incluso si uno se ve obligado a dividir este pensamiento en partes, se ha de tener buen cuidado en que cada una de esas partes contenga al todo al igual que el todo la contiene a ella, que ninguna parte sea la primera ni ninguna la última, que, para cada una, el todo sea completamente distinto, pero que la más pequeña de ellas no pueda ser plenamente comprendida sin que previamente lo sea el todo.

### El concepto en la obra de Herbert Marcuse
Marcuse no se refirió directamente a un «pensamiento único», pero describió un concepto claramente emparentado con el uso más actual del término: el «pensamiento unidimensional». En su ensayo El hombre unidimensional (One-dimensional man), Marcuse realizó una crítica profunda del estado de la sociedad tecnológica de su tiempo. Describe los mecanismos a través de los cuales en el discurso público y en el quehacer de la ciencia, validada exclusivamente por la tecnología, se ha impuesto un pensamiento «positivo» (cientificista o positivista). Esta forma de pensamiento —positivo y operacional— es lo que Marcuse denominó «pensamiento unidimensional». En este esquema de pensamiento, la reflexión acerca de la complejidad y la contradicción, cuestiones que implicarían elementos cualitativos, carecen absolutamente de importancia o no encuentra lugar en el espacio discursivo.

Por ejemplo, «libres» son las instituciones que funcionan (y que se hacen funcionar) en los países del mundo libre; otros modos trascendentes de libertad son por definición el anarquismo, el comunismo o la propaganda. «Socialistas» son todas las intrusiones en empresas privadas no llevadas a cabo por la misma empresa privada (o por contratos gubernamentales), tales como el seguro de enfermedad universal y comprensivo, la protección de los recursos naturales contra una comercialización devastadora, o el establecimiento de servicios públicos que puedan perjudicar el beneficio privado. Esta lógica totalitaria del hecho cumplido tiene su contrapartida en el Este. Allí, la libertad es el modo de vida instituido por un régimen comunista, y todos los demás modos trascendentes de libertad son o capitalistas, o revisionistas, o sectarismo izquierdista. En ambos campos las ideas nooperacionales son no-conductistas y subversivas. El movimiento del pensamiento se detiene en barreras que parecen ser los límites mismos de la Razón.

Marcuse se mostró en esencia pesimista respecto de la posibilidad de contrarrestar el pensamiento unidimensional, convencido de su triunfo e imposición. Propuso, sin embargo, alguna alternativa, como incorporar la negación (la «negatividad»), principalmente referida al aporte de una segunda dimensión —la crítica—, pero que incluiría también el «acto de negarse» a participar de la manipulación.

### La re-creación o reintroducción del término por Ignacio Ramonet
La reintroducción de esta expresión se atribuye al sociólogo, periodista de izquierdas y presidente honorario de Attac, Ignacio Ramonet. Este la habría re-creado en enero de 1995, en un editorial de Le Monde Diplomatique, donde fue editor hasta 2008. En este artículo, Ramonet aludía críticamente al paisaje ideológico posterior a la caída del muro de Berlín, en el que, según su opinión, el economicismo neoliberal se había erigido en el único pensamiento aceptable, hasta monopolizar todos los foros académicos e intelectuales. Esta preeminencia exclusiva, a su juicio, hacía sentir a los ciudadanos de los países avanzados que estaban envueltos en algo viscoso y sofocante, que impedía cualquier debate ajeno a sus estrechos límites.
Para Ramonet, esta ideología era la expresión intelectual y con pretensión universalizante de los intereses del capital financiero internacional. Sus principales rasgos eran la preeminencia de la instancia económica sobre la política y la consideración del mercado como el único medio para una asignación eficaz de los recursos. Como corolarios de estos dos pilares, citaba la globalización (desaparición de fronteras económicas), la competitividad (para sobrevivir en el mercado), la división internacional del trabajo (para bajar los costes salariales), la moneda fuerte (consecuencia de la disciplina monetaria) y, en general, una tendencia hacia la reducción del Estado en todas sus formas.
Ramonet vaticinaba que se derivarían funestas consecuencias de la adopción generalizada de esta ideología. Así mismo, enumeraba una serie de fenómenos contemporáneos al artículo que habrían desmentido la idea de que, gracias a la generalización de las creencias que había englobado en la expresión «pensamiento único», se viviese una época de prosperidad.

### Utilización del término en el lenguaje de la política de fines delsigloXXy principios delsigloXXI
Una vez recuperado por Ramonet, el término alcanzó una gran difusión en la izquierda y los movimientos antiglobalización. Estos encontraron en él una forma de concentrar en una sola expresión el conjunto de sobreentendidos, paradigmas y supuestos que, a su juicio, impedían el debate ideológico. El término evocaba para ellos lo que se conocía en los ámbitos académicos como el «consenso de Washington». Su difusión trajo consigo una cierta vulgarización, y empezó a ser utilizado de forma peyorativa contra cualquier política percibida como antisocial. Curiosamente, en los ámbitos ideológicos que defendían el consenso de Washington —e incluso posiciones más extremas del liberalismo—, también se aludía a esta ideología como a la única posible, tal como expresó Margaret Thatcher con su famoso «No hay alternativa» («There is no alternative»), que luego imitarían otros políticos, como el excanciller socialdemócrata alemán Gerhard Schröder, quien utilizó «No hay alternativas» («Es gibt keine Alternativen»).
Su uso se ha extendido posteriormente como fórmula retórica para descalificar las ideas del oponente ideológico, con independencia de su orientación, sugiriendo que el así tachado es «cerrado de espíritu», frente a la «apertura» de quien aplica el calificativo. Esto ha llevado que desde la derecha se haya en ocasiones utilizado contra la izquierda. Nicolas Sarkozy lo ha usado con frecuencia en este sentido. Lo hizo, por ejemplo, en el discurso tras su victoria electoral en las presidenciales francesas de mayo de 2007:

El pensamiento único, que es el pensamiento de quienes lo saben todo, de quienes se creen no sólo intelectualmente sino también moralmente por encima de los demás, ese pensamiento único había denegado a la política la capacidad para expresar una voluntad.
Nicolas Sarkozy, Discurso de Bercy, 29 de abril de 2007.

También en una entrevista en el periódico Libération:

Hablo de este pensamiento único que ha llevado a varias personas a la exasperación. Pero el debate no es ese. Usted, puede deleitarse con alianzas con el Partido Comunista, con la extrema izquierda, acudir a todos los extremistas de la creación. ¡Eso es bueno, ya que este es el pensamiento único! No podemos decir nada en nuestro país sin que uno no sea inmediatamente acusado de segundas intenciones nauseabundas. Este es el pensamiento único intolerable.
Entrevista a Sarkozy en Liberation

El historiador francés Pierre Rigoulot, uno de los autores de El libro negro del comunismo, denomina «pensamiento único» al consenso antiestadounidense que, a su juicio, atraviesa el mainstream francés. Fuera del ámbito francófono, tanto el estadounidense afincado en Europa, Bruce Bawer, como el sueco Johan Norberg opinan que el consenso socialdemócrata de la clase dirigente es un rasgo característico de la sociedad europea occidental, y lo denominan «estado de la idea única» (one-idea state), expresión que utilizan como equivalente de pensée unique[cita requerida]: 

El estado de idea única […], el riesgo que el poder de los socialdemócratas sobre nuestras mentes, autoridades, universidades y medios de comunicación pone en marcha un proceso de adaptación desde todos los flancos, incluido el de la oposición, de tal modo que se arrincona y se excluye a los individualistas y a los innovadores.
Johan Norberg

Un ejemplo de uso de la expresión en el ámbito hispanohablante es el que hizo Esperanza Aguirre a propósito de las elecciones francesas ganadas por Nicolas Sarkozy, cuando afirmó que «Francia se ha rebelado contra el pensamiento único, que es el de la izquierda».
Por su parte, el eurodiputado del Partido Popular, Alejo Vidal-Quadras, lo empleó aplicado al nacionalismo catalán como «pensamiento único nacionalista».[cita requerida]